# Strix nivicolum
El cárabo del Himalaya (Strix nivicolum) es una especie de ave strigiforme de la familia Strigidae propia de Asia. Anteriormente era considerada una subespecie del cárabo común (Strix aluco), pero fue separada de esa especie debido a su distintivo llamado, plumaje más oscuro y la cola más corta y barrada.

## Subespecies
Se reconocen las siguientes subespecies:
- S. n. nivicolum (Blyth, 1845) – desde el noreste de la India y Nepal hasta el sureste de China, Birmania y Vietnam;
- S. n. yamadae Yamashina, 1936 – en el sur de Taiwán;
- S. n. ma (Clark, AH, 1907) – en el noreste de China y Corea.